# Cha siu bao

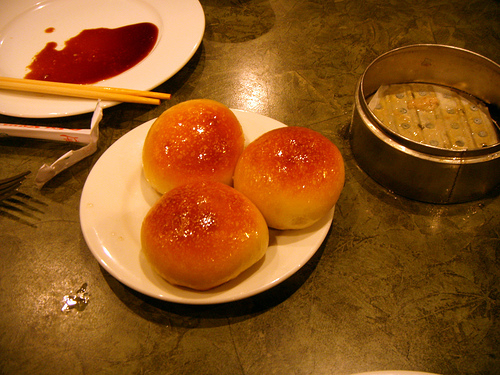
Cha siu bao cuits au four. La pâte de ce type est différente de la version cuite à la vapeur.

Le cha siu bao ou chāshāobāo (chinois simplifié : 叉烧包 ; chinois traditionnel : 叉燒包 ; pinyin : chāshāo bāo ; cantonais Jyutping : caa¹ siu¹ baau¹) est un pain (baozi) cantonais rempli de porc accommodé selon la recette char siu. Ils sont servis comme un type de dimsum ou vendus dans des boulangeries chinoises,.

## Variétés
Il existe deux types de cha siu bao : cuit à la vapeur (蒸, zhēng) ou cuits au four (烤, kǎo). Cuit à la vapeur, le cha siu bao a un aspect extérieur blanc, tandis que cuit au four, il est doré et émaillé.

## Cuisine cantonaise
Cha siu se réfère à la viande de porc ; le mot bao signifie simplement « pain ».
Bien que visuellement similaire à celles d'autres types de baozi, la pâte du cha siu bao est unique, car elle utilise deux types de levure, naturelle et chimique,. Ce mélange unique lui donne la texture d'un pain de mie un peu dense, mais fin.
Enfermé dans le centre de la brioche, on trouve du filet de porc lentement rôti, coupé en dés, puis ajouté à un mélange sirupeux de sauce d'huître, de sauce hoisin, d'huile de sésame, de vinaigre de riz, de vin de Shaoxing sec ou de sherry, de sauce de soja, de sucre et de fécule de maïs

## Cuisine polynésienne
Bien que sur le continent américain, l'appellation chinoise soit couramment utilisée, à Hawaii, ce beignet est appelé manapua, abréviation de l'hawaïen mea ʻono puaʻ, qui signifie « délicieuse viande de porc ». Les Chinois ont apporté ce dimsum lorsqu'ils sont venus comme immigrés travailler dans les plantations. Dans les Samoa américaines et les îles des environs, il est désigné comme keke pua'a, qui signifie littéralement « gâteau de cochon ».
Il est généralement constitué d'un pain blanc avec une farce de porc émincé rose foncé, couleur venant de l'emploi de salpêtre dans la marinade. La version hawaïenne du cha siu bao a tendance à être plus grande que sa cousine chinoise et peut être cuite à la vapeur ou plus rarement au four. Le sens du terme manapua s'est étendu pour englober tout type de pain fourré utilisant la même pâte, quelle qu'en soit la farce : hot-dog, curry de poulet, porc kalua, ube, ce dernier pour la  version végétarienne. À Hawaii, fraîchement préparés ou congelés, les manapua peuvent être trouvés dans les boulangeries, les restaurants, et les magasins de proximité.